# Thrasyopsis juergensii
Thrasyopsis juergensii là một loài thực vật có hoa trong họ Hòa thảo. Loài này được (Hack.) Soderstr. ex A.G.Burm. miêu tả khoa học đầu tiên năm 1980.